# Cumulus humilis

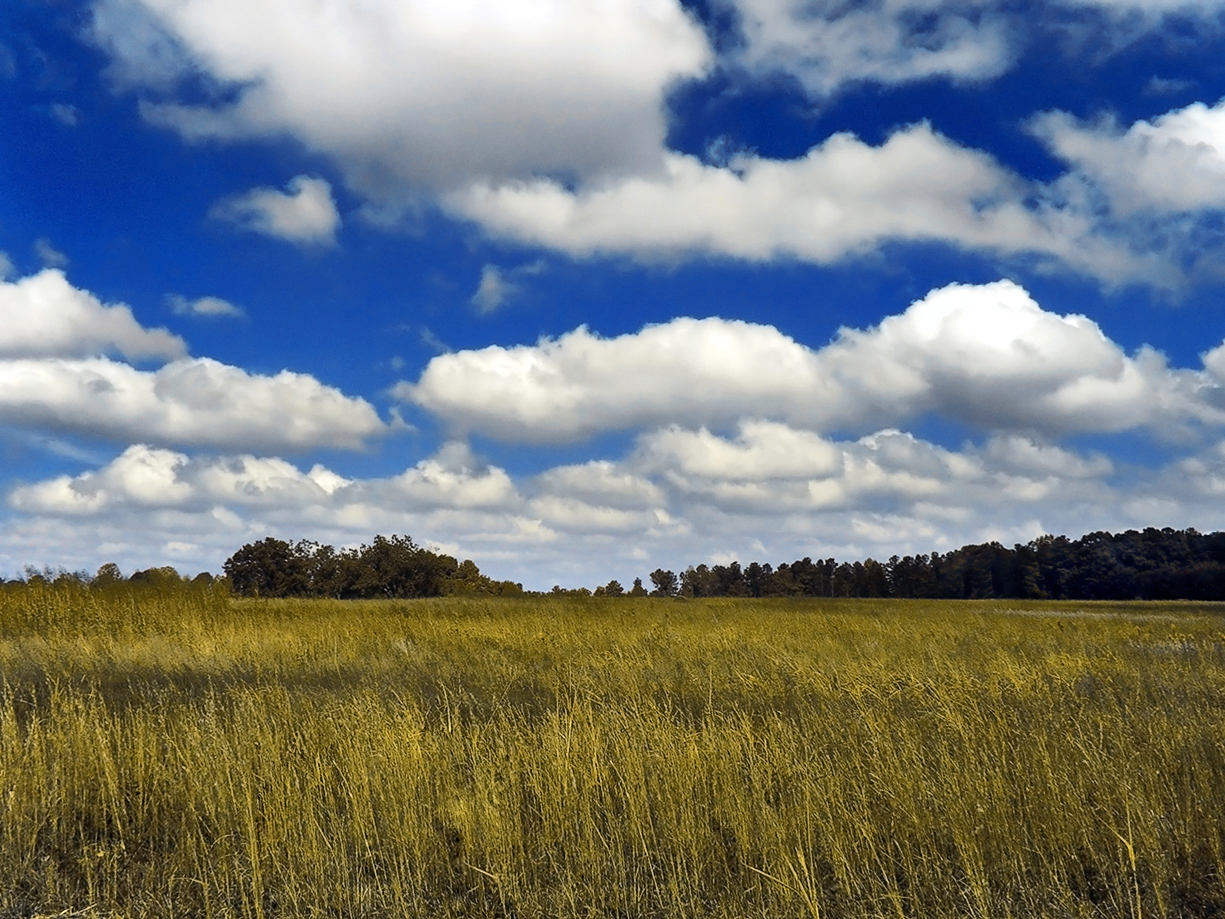
Cumulus humilis

Cumulus Humilis (česky plochý, zkratka hum) je jeden z oblačných tvarů. Může se vyskytovat u oblaku cumulus.

## Vzhled
Cumulus humilis je jasně bílý, ostře ohraničený oblak malých vertikálních rozměrů s poměrem šířky a výšky zhruba 2:1.

## Vznik
Cumulus je oblak vznikající termickou konvekcí. Tvar humilis vzniká při rychlosti termického stoupavého proudu do 2 m·s−1.